# 국가비상방역사령부
국가비상방역사령부는 조선민주주의인민공화국의 방역최고기관이다.

## 주요 인물
- 류영철